# Colaciticus johnstoni
Colaciticus johnstoni is een vlindersoort uit de familie van de prachtvlinders (Riodinidae), onderfamilie Riodininae.
Colaciticus johnstoni werd in 1904 beschreven door Dannatt.